# 決戦非常措置要綱
決戦非常措置要綱（けっせんひじょうそちようこう）は、第二次世界大戦中の1944年（昭和19年）に、国家総動員法の実効を上げるため、閣議決定されたもの。

## 概要
1944年（昭和19年）2月25日、国民向けの「決戦非常措置要綱」を閣議決定した。
学徒動員や女子挺身隊の強化、地方への疎開の推進などの空襲対策、旅行の制限、高級享楽の停止（待合、カフェー、遊郭、劇場などの休業）、官庁の休日削減など、国民の日常生活に多大な影響を及ぼした。
また、河川改修工事、電力開発、砂防工事、災害復旧工事、埋め立て工事、道路改良工事などの公共事業が停止され、設備の修繕も最小限にとどめられたため、空襲も相まってインフラが荒廃し、戦後の復興の足かせとなった。
これに関連して下記の閣議決定が行われた。（参考：、）
- 決戦非常措置要綱ニ依ル国民学校児童学校給食、空地利用徹底等ニ関スル件（3月3日）
- 決戦非常措置要綱ニ依ル大都市国民学校児童学校給食ニ関スル件（3月3日）
- 一般疎開促進要綱（3月3日）
- 決戦非常措置要綱ニ基ク学徒動員実施要綱（3月7日）
- 決戦非常措置要綱ニ依ル食糧加工貯蔵ノ徹底ニ関スル件（3月10日）
- 旅客ノ輸送制限ニ関スル件（3月14日）
- 決戦非常措置要綱ニ基ク中央行政官庁ノ許認可等ノ事務ノ廃止及地方委譲ニ関スル件（3月18日）
- 決戦非常措置要綱ニ基ク旅行輸送ノ制限ニ関スル件（3月27日）（参考：）
- 決戦非常措置要綱ニ基ク地方鉄道軌道鉄道車輌修理ノ確保ニ関スル件（3月31日）
- 決戦非常措置要綱ニ基ク電気通信ノ緊急措置ニ関スル件（4月11日）
- 決戦非常措置要綱ニ基ク電気通信設備ノ動員ニ関スル件（5月3日）（参考：）
- 決戦非常措置要綱ニ基ク官公営繕工事ノ措置方針ニ関スル件（5月5日）
- 決戦非常措置要綱ニ基ク工場防空強化対策実施要領ニ関スル件（5月17日）（参考：）

### 旅行証明書
旅行制限では100 km以下の乗車券の発売枚数の「割当」による数量の制限のほか、100 km以上（乗車時間2時間以上）の遠距離列車の切符について居住地の警察署発行の「旅行証明書」がないと購入できないようにする措置（買い出しや遊興旅行の制限が目的）が東京都区内・横浜市内・川崎市内駅発に限り試行されたが、警察署の第一線事務増加からの反対から5ヶ月後に廃止され、全国施行はされなかった。（参考：）
また、1945年（昭和20年）1月25日の同名の閣議決定（決戦非常措置要綱）がある。1945（昭和20）年度の軍需整備の目標などを定めたものである。